# Shirō Sagisu
Shiro Sagisu (鷺巣 詩郎 Sagisu Shirō?) (nacido el 29 de agosto de 1957 en Setagaya-ku) es un conocido productor, compositor, arreglista y director musical japonés. Con una amplia carrera musical a sus espaldas (la empezó a finales de los 70), es muy conocido por su trabajo como productor de las grabaciones de varios actos musicales, incluyendo los de artistas como Misia, Satoshi Tomiie y Ken Hirai.
Sagisu también ha estado trabajando como compositor para las bandas sonoras de varios animes y películas, siendo bien conocido su trabajo en colaboración junto con otros artistas para el estudio Gainax, componiendo la música para las series de Berserk, Hideaki Anno: Karekano, Neon Genesis Evangelion, y las series japonesas Kimagure Orange Road y Bleach.

## Discografía

### Álbumes en solitario
- SHIRO'S SONGBOOK vers 7.0 (2005)
- SHIRO'S SONGBOOK Selection London Freedom Choir (2003)
- 5.1 Gospel SONGBOOK (2001)
- SHIRO'S SONGBOOK 2.5 Tribute to COOL! (2001)
- SHIRO'S SONGBOOK 2 (2000)
- SHIRO'S SONGBOOK "remixes and more" (2000)
- SHIRO'S SONGBOOK (1999)

### Bandas Sonoras de series de anime
| Título del Anime                              | Año de Salida |
| --------------------------------------------- | ------------- |
| Attacker You! (Juana y Sergio)                | 1984          |
| Leda - The Fantastic Adventure of Yohko (OVA) | 1985          |
| Megazone 23 (OVA)                             | 1985          |
| Megazone 23 PART 2 (OVA)                      | 1986          |
| Ai City                                       | 1986          |
| Kimagure Orange Road (Johnny y sus Amigos)    | 1987          |
| Battle Royal High School (OVA)                | 1987          |
| Megazone 23 PART 3 (OVA)                      | 1989          |
| Kimagure Orange Road (OVA)                    | 1989          |
| Nadia - El Misterio de la Piedra Azul         | 1990          |
| Nadia of the Mysterious Seas                  | 1991          |
| El jardín secreto                             | 1991          |
| Chojiku yosai Macross II - Lovers Again       | 1992          |
| Neon Genesis Evangelion                       | 1995          |
| Garzey's Wing                                 | 1996          |
| Kareshi Kanojo no Jijō                        | 1998          |
| Abenobashi Mahoh Shotengai                    | 2002          |
| Bleach                                        | 2004          |
| Bleach: The Sealed Sword Frenzy (OVA)         | 2005          |
| Bleach: Memories in the Rain (OVA)            | 2006          |
| The Skull Man                                 | 2007          |
| Magi: The Labyrinth of Magic!                 | 2012          |
| Black Bullet                                  | 2014          |
| Berserk                                       | 2016          |
| SSSS.Gridman                                  | 2018          |
| SSSS.Dynazenon                                | 2021          |
| Bleach: Thousand-Year Blood War               | 2022          |

### Bandas Sonoras de Películas
| Nombre del anime                                         | Año de salida |
| -------------------------------------------------------- | ------------- |
| Kimagure Orange Road: Ano Hi ni Kaeritai                 | 1988          |
| Neon Genesis Evangelion: Death and Rebirth               | 1997          |
| Neon Genesis Evangelion: The End of Evangelion           | 1997          |
| Bleach: Memories of Nobody                               | 2006          |
| Bleach: The DiamondDust Rebellion                        | 2007          |
| Bleach: Fade to Black                                    | 2008          |
| Bleach: Jigoku-hen                                       | 2010          |
| Berserk Edad de Oro Arco I: Huevo del Gobernante Supremo | 2012          |
| Berserk Edad de Oro Arco II: La batalla de Doldrey       | 2013          |
| Berserk Edad de Oro Arco III: Descenso                   | 2013          |
| Attack on Titan (película)                               | 2015          |
| Shin Godzilla                                            | 2016          |
| Evangelion: 1.0 You Are (Not) Alone                      | 2007          |
| Evangelion: 2.0 You Can (Not) Advance                    | 2009          |
| Evangelion: 3.0 You Can (Not) Redo                       | 2012          |
| Evangelion: 3.0+1.0 Thrice Upon a Time                   | 2021          |

### Bandas Sonoras de Videojuegos
| Casshern de Kazuaki Kiriya | 2004 |
| -------------------------- | ---- |

| Título del Videojuego   | Año de Salida | Compañía          |
| ----------------------- | ------------- | ----------------- |
| Neon Genesis Evangelion | 2004          | GAINAX            |
| Shining Force Neo       | 2005          | Neverland Company |